# 伊豆の国農業協同組合
伊豆の国農業協同組合（いずのくにのうぎょうきょうどうくみあい）は、静岡県伊豆の国市に本店を置いていた農業協同組合。2022年4月1日に、本農業協同組合と富士市農業協同組合、富士宮農業協同組合、御殿場農業協同組合、南駿農業協同組合、あいら伊豆農業協同組合、三島函南農業協同組合、伊豆太陽農業協同組合が合併して、富士伊豆農業協同組合を発足して消滅した。

## 管轄地域
- 伊豆の国市
- 沼津市
- 伊豆市

## 事業内容
- 営農指導事業
- 販売事業
- 購買事業
- 金融事業
- 共済事業
- メモリアルセンター（葬祭事業）
- 広報事業
- ガソリンスタンド
- JAグリーンプラザ伊豆の国
- 加工事業
- マーケット
- いちご狩り

## 管内の主な産物
- ワサビ
- イチゴ
- 柿
- シイタケ
- スイカ
- ミニトマト